# Xerocomellus cisalpinus
Bolet cisalpin, Bolet transalpin
Espèce
Statut de conservation UICN

 LC  : Préoccupation mineure
Xerocomellus cisalpinus, le Bolet cisalpin, est une espèce de champignon (Fungi) basidiomycète du genre Xerocomellus dans la famille des Boletaceae. Il est caractérisé par sa chair nettement bleuissante dans la moitié inférieure de son pied à la coupe et son habitat typiquement subalpin.

## Taxonomie
Le nom correct complet (avec auteur) de ce taxon est Xerocomellus cisalpinus (Simonini, H.Ladurner & Peintner) Klofac.
L'espèce a été initialement classée dans le genre Xerocomus sous le basionyme Xerocomus cisalpinus Simonini, H.Ladurner & Peintner.

### Synonymes
Xerocomellus cisalpinus a pour synonymes :
- Boletus cisalpinus (Simonini, H.Ladurner & Peintner) Watling & A.E.Hills
- Xerocomus cisalpinus Simonini, H.Ladurner & Peintner
- Xerocomus gracilis int

### Noms vulgaires et vernaculaires
Ce taxon porte en français les noms vernaculaires ou normalisés suivants : Bolet cisalpin, Bolet transalpin.

## Description du sporophore
Les bolets sont des champignons dont l'hyménophore, constitué de tubes et terminés par des pores, se sépare facilement de la chair du chapeau. Ce chapeau d'abord rond, recouvert d'une cuticule, devient convexe à mesure qu’il vieillit. Ils ont un pied (stipe) central assez épais et une chair compacte. Les caractéristiques morphologiques de X. cisalpinus, sont les suivantes :

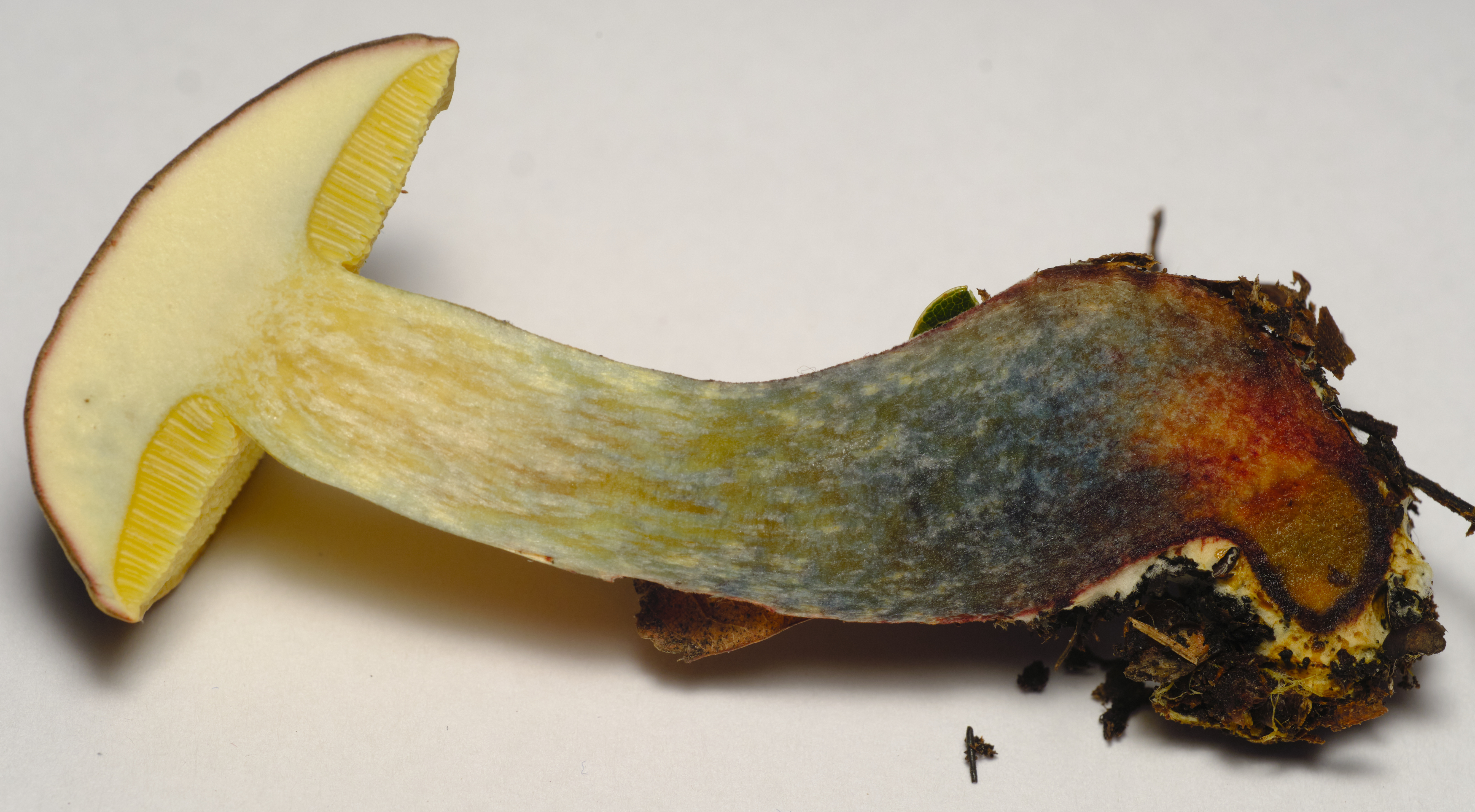
Bleuissement typique intense au bout du pied de X.cisalpinus à la coupe.

Son chapeau mesure de 3 à 8 cm, il est très variable de couleur, de crème jaunâtre à brun rougeâtre ou plus au moins olivâtre, se craquelant vite en tous sens en petites aréoles irrégulières, laissant voir la chair rose sous-jacente.
L'hyménophore présente des tubes jaunes puis jaune olivâtre terne, un peu bleuissants. Les pores sont concolores aux tubes.
Son stipe mesure 3 à 8 cm x 0,5 à 1,5 cm, d'abord jaune puis plus au moins teinté de rouge assez vif.
La chair est jaune pâle ou blanchâtre, avec un bleuissement typique, débutant par la base du pied et limité à ce dernier (ou presque). La saveur est douce et l'odeur est faible.

### Caractéristiques microscopiques
Les spores mesurent 11 à 15 µm x 4,5 à 5 µm. Elles sont allongées-fusoïdes, longitudinalement striées (stries très fines et difficiles à voir).

## Galerie

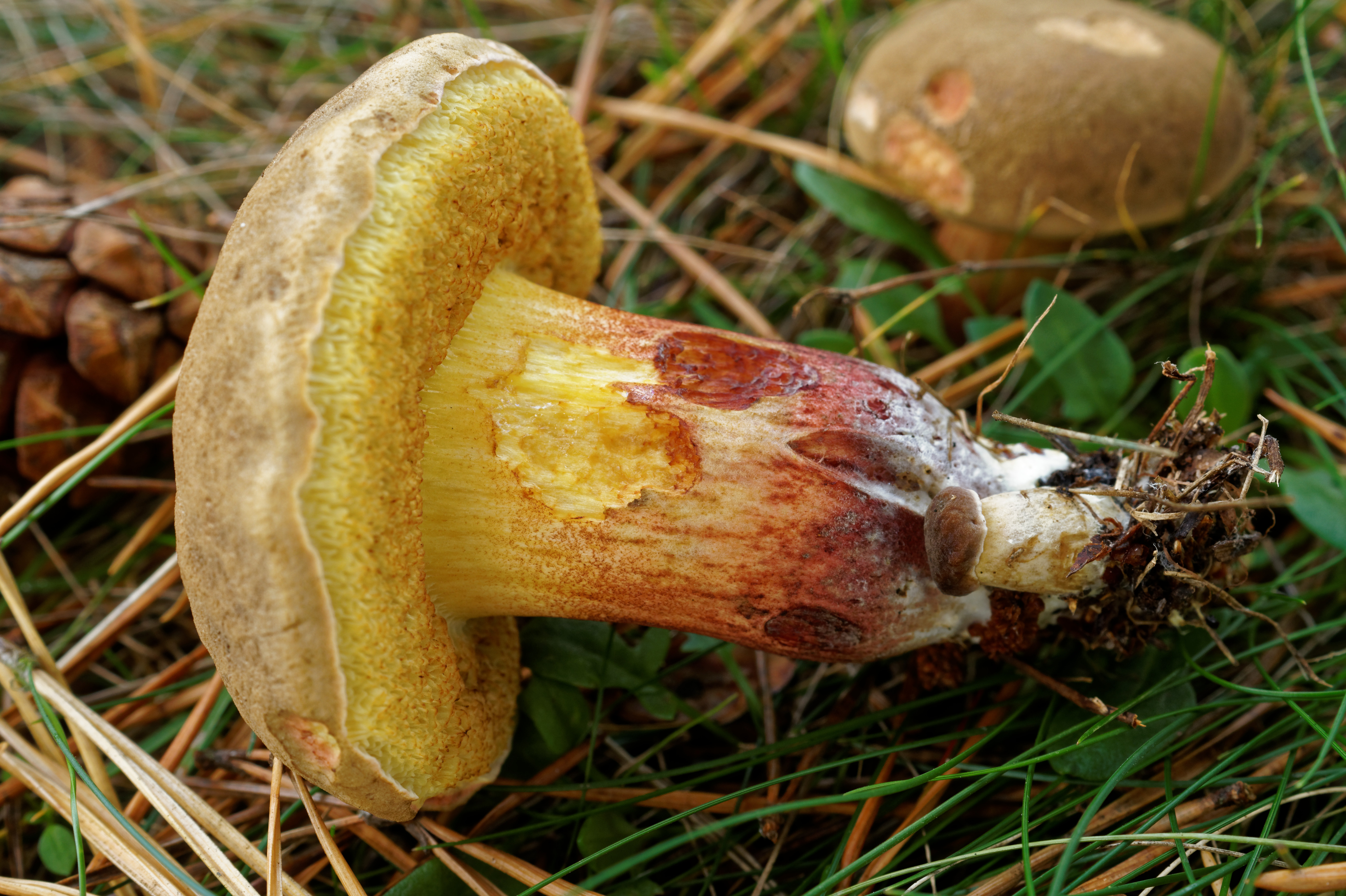
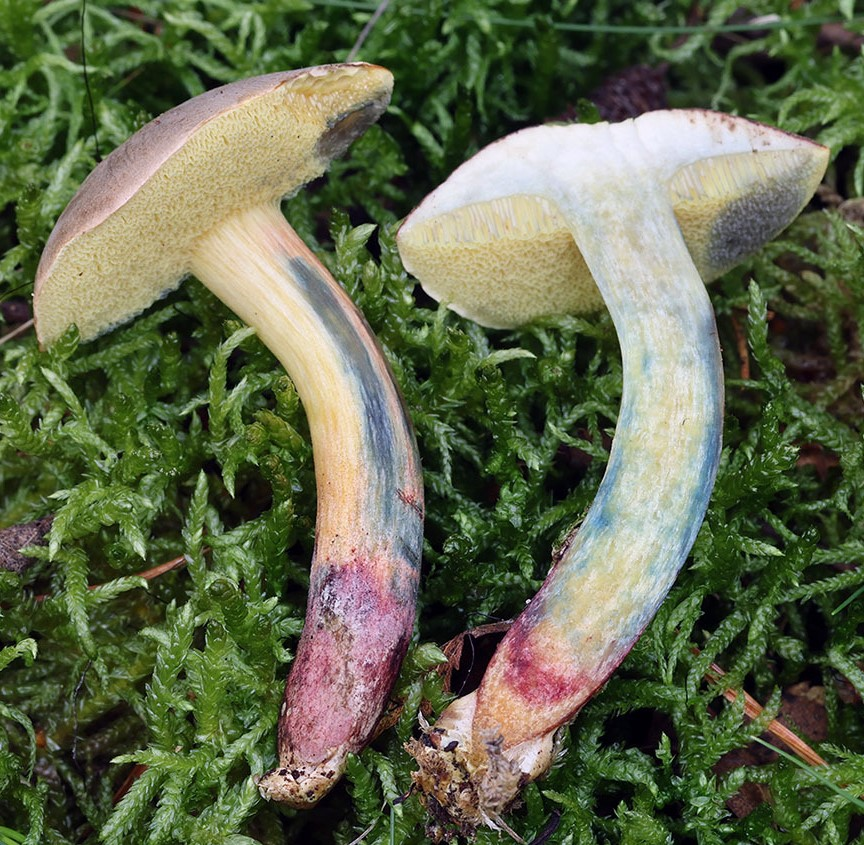
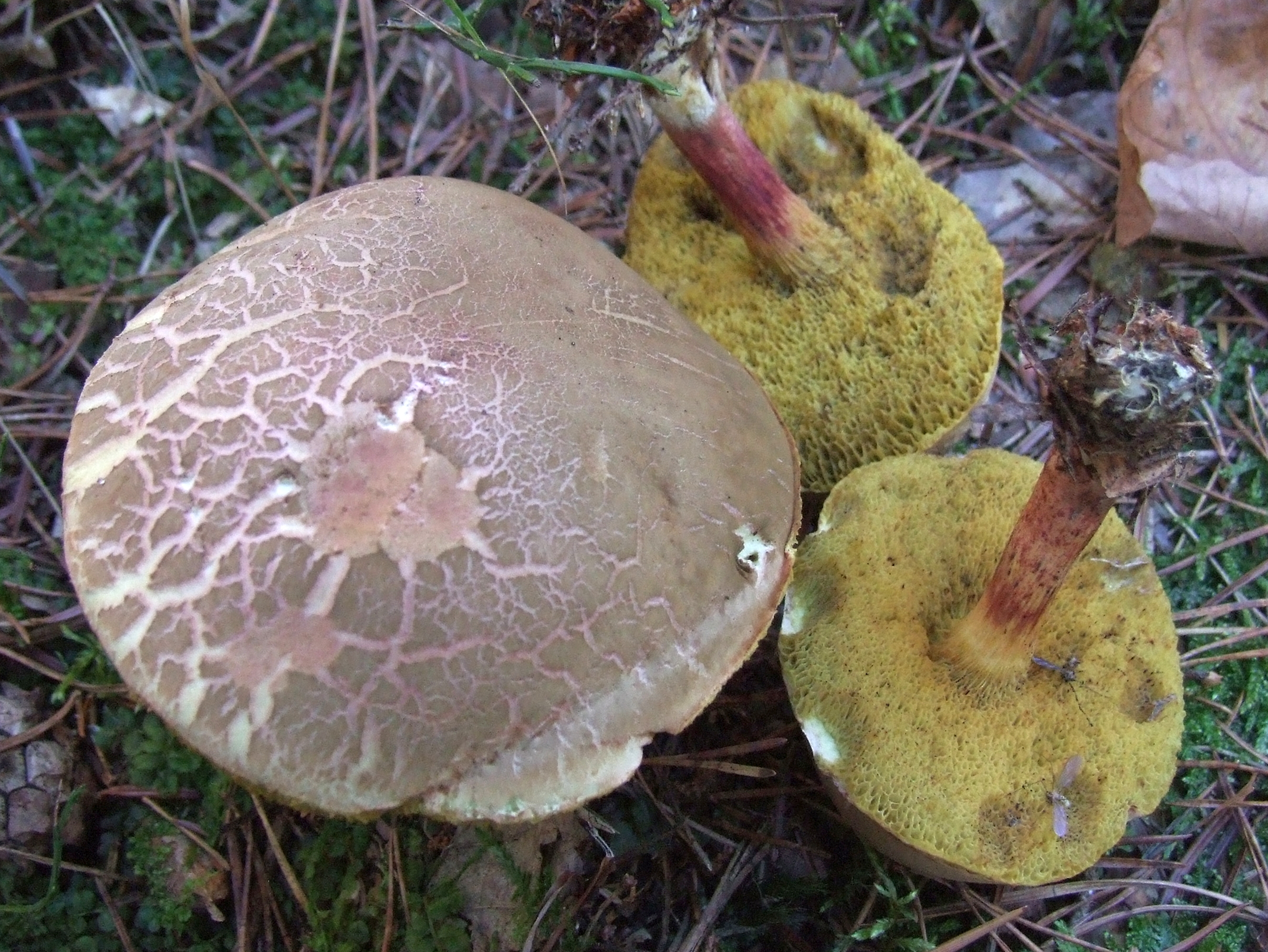
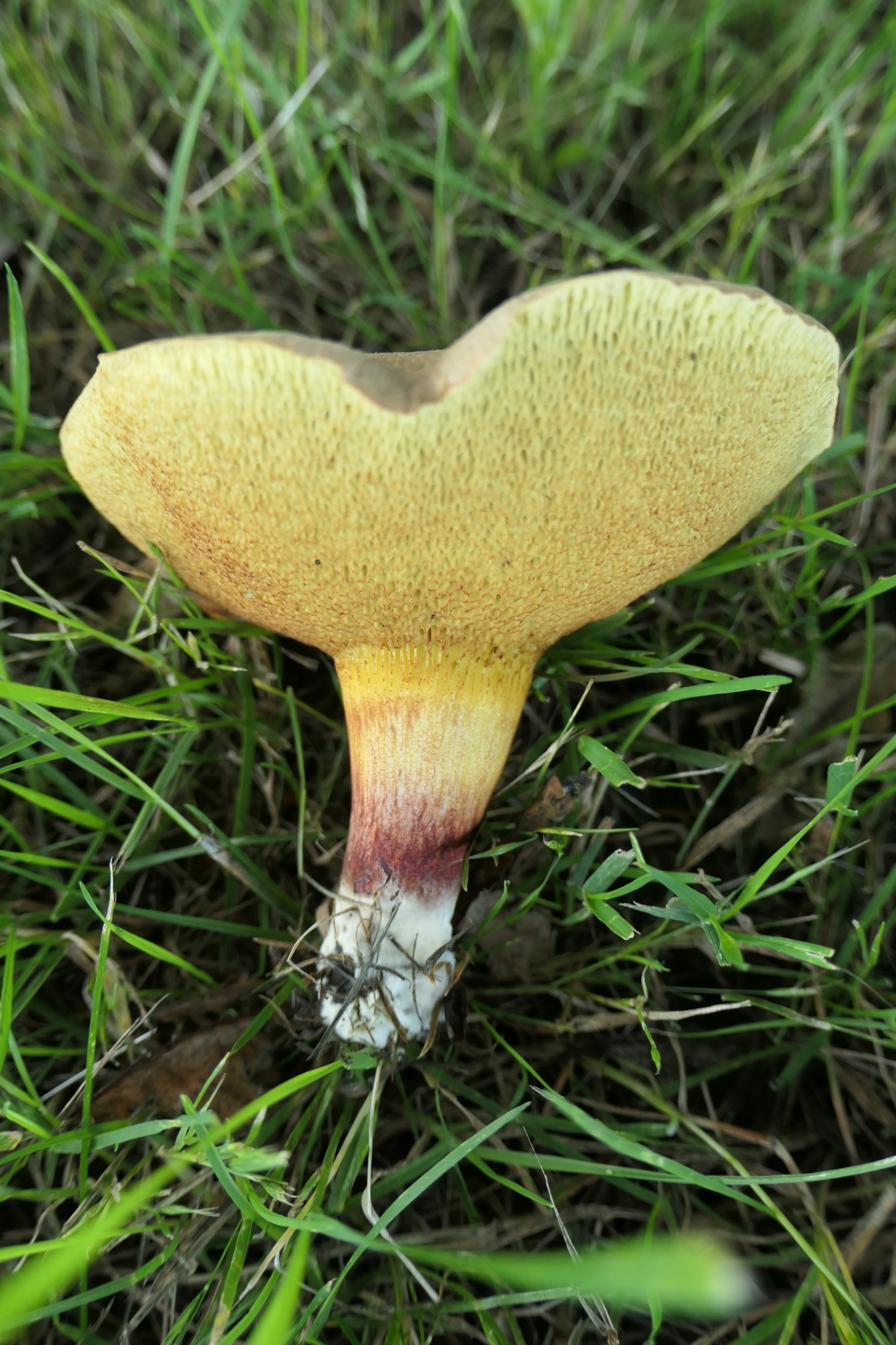
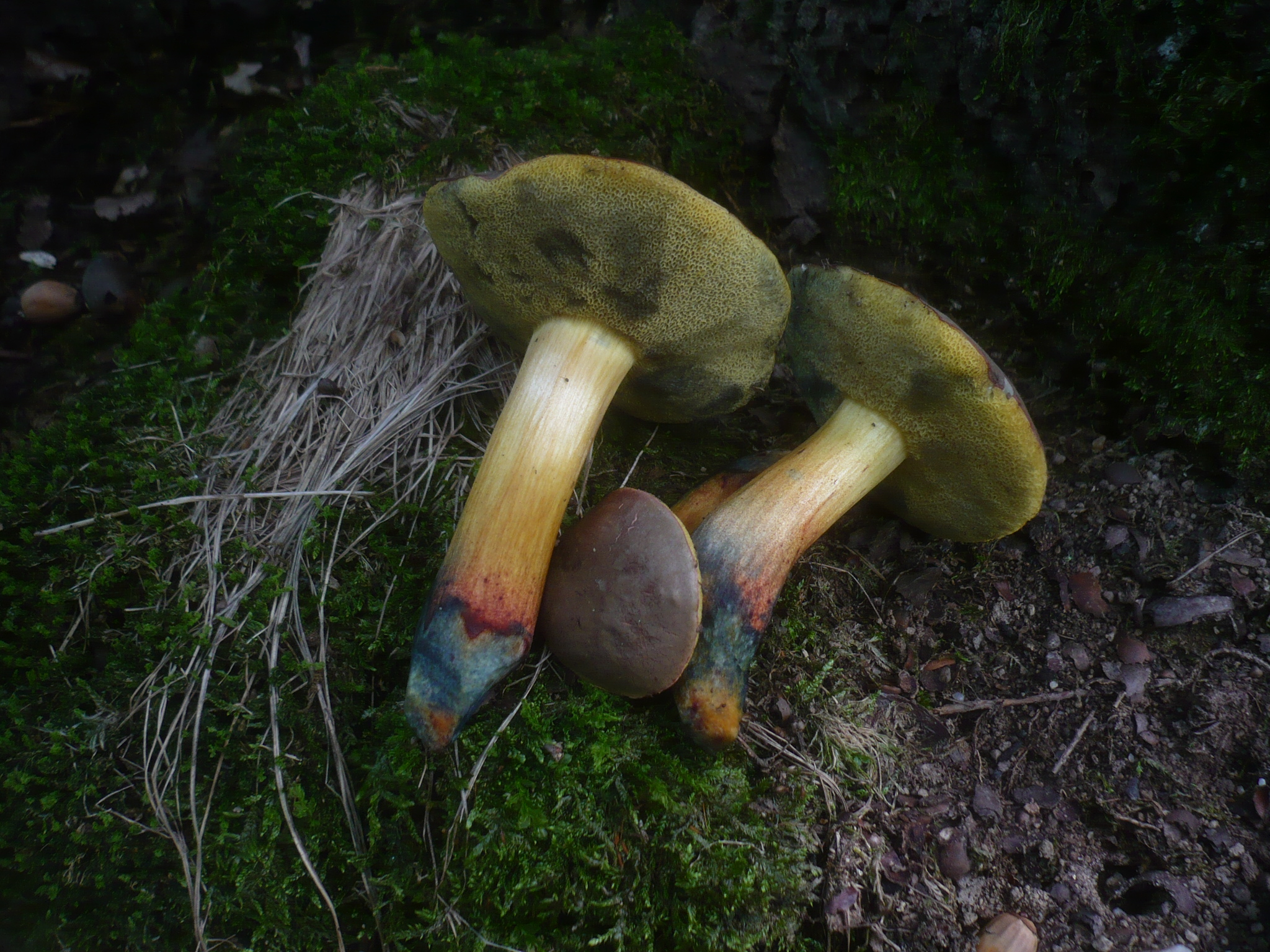
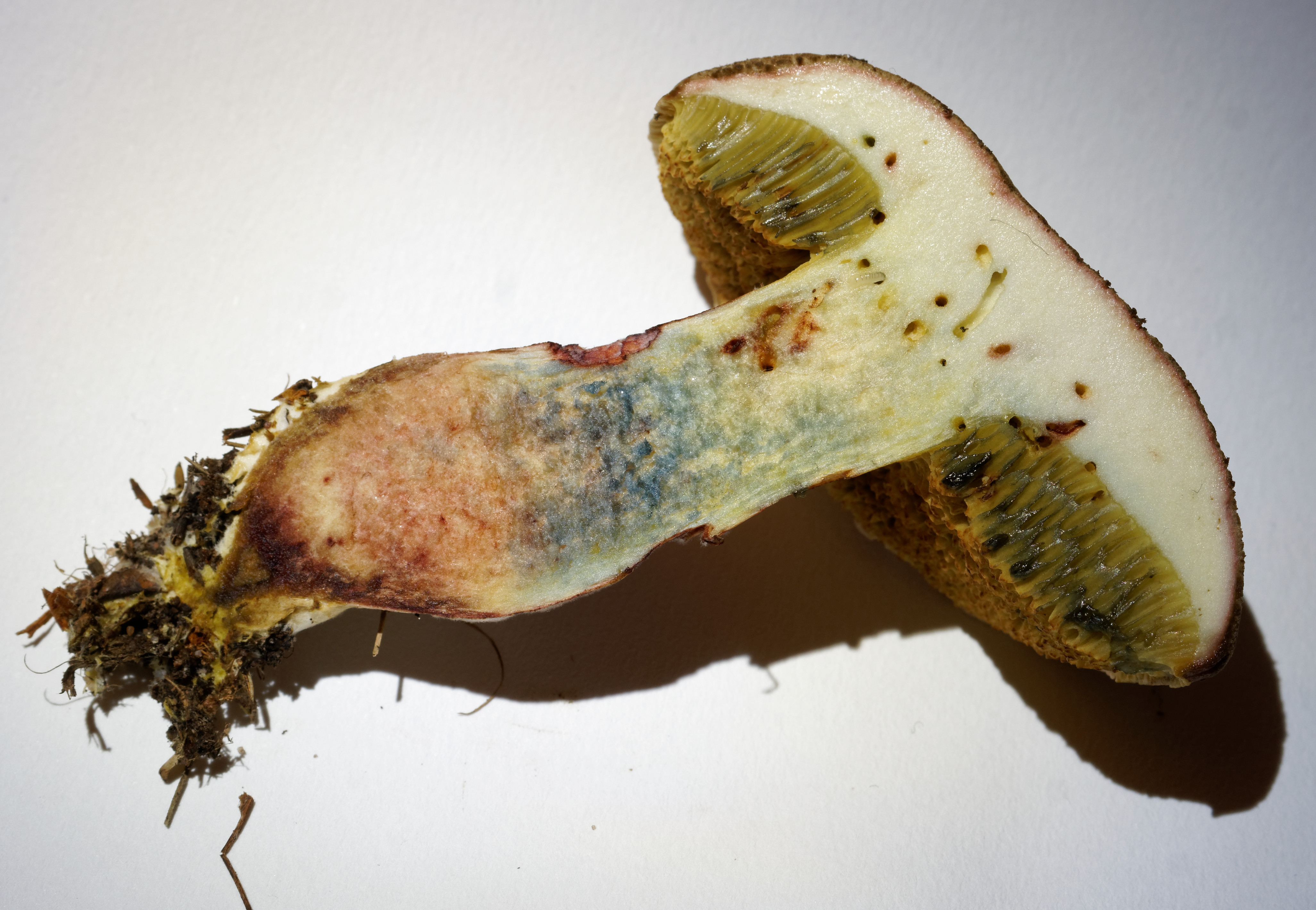
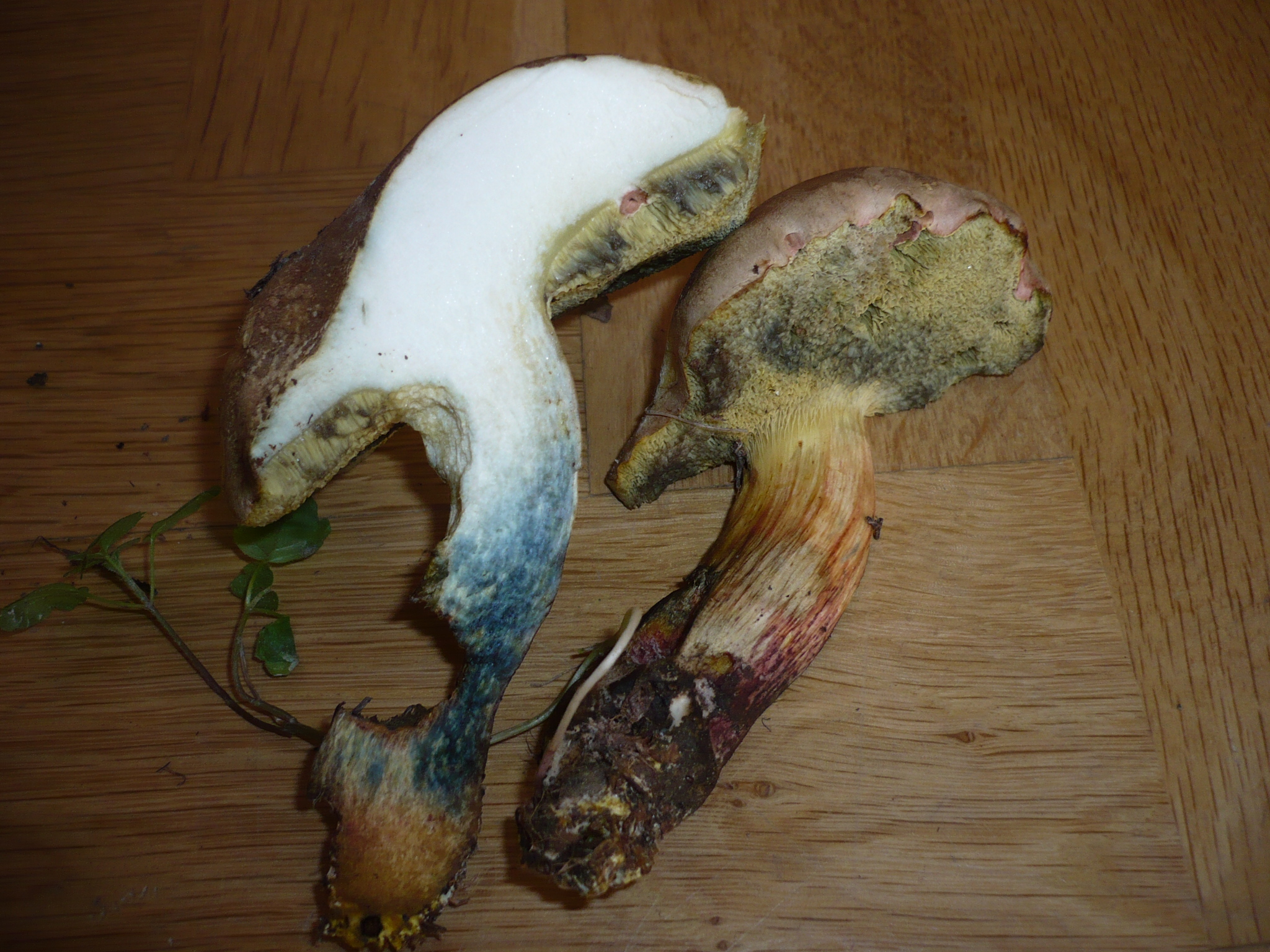
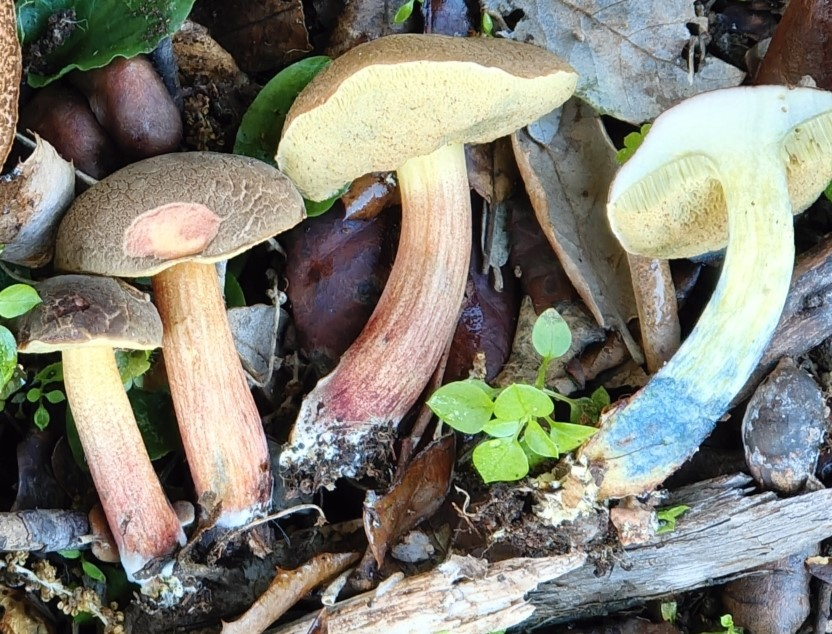
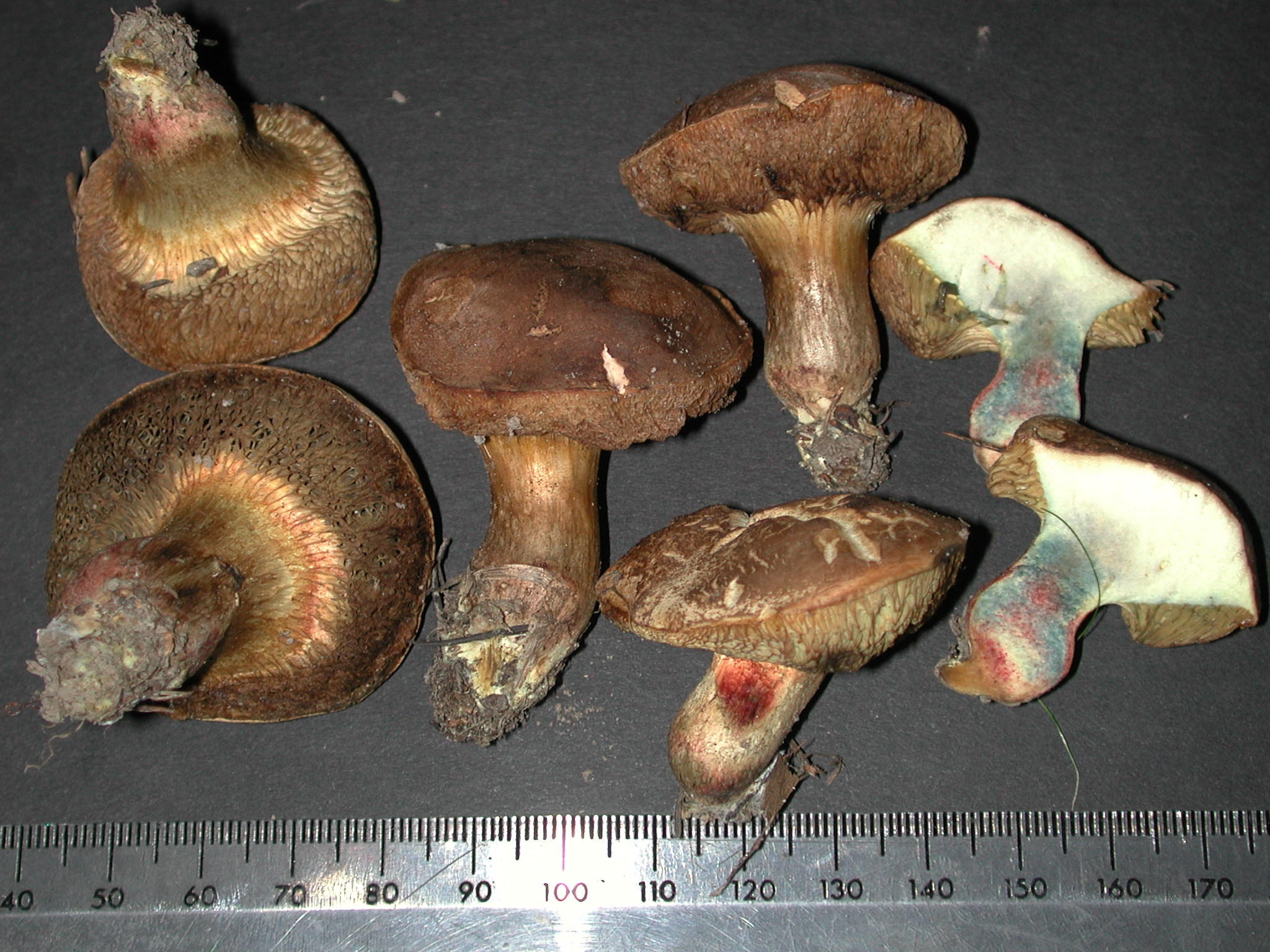
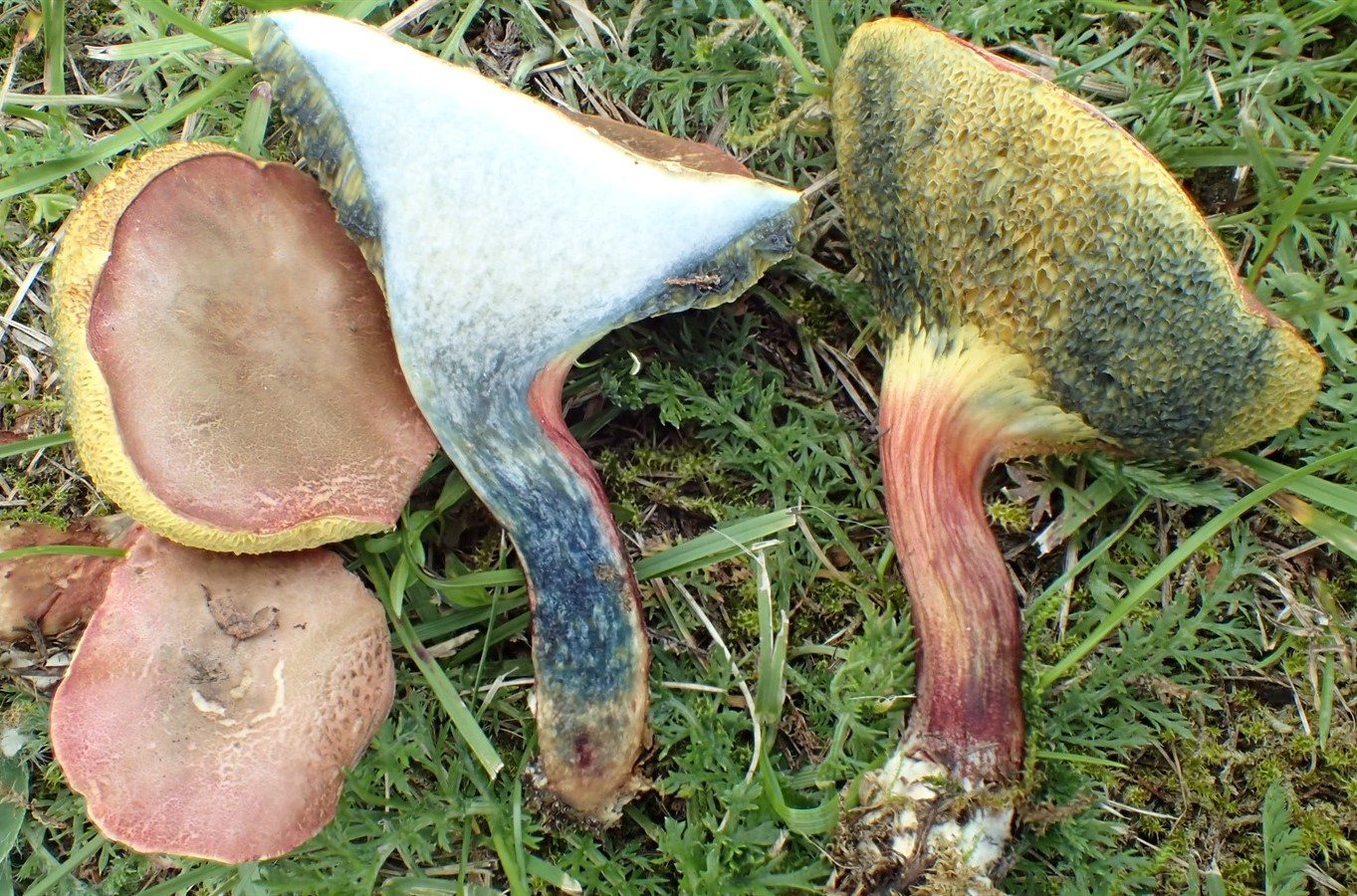

## Variétés et formes
Selon GBIF (11 février 2024) :
- Boletus cisalpinus f. aereomaculatus
- Boletus cisalpinus f. cisalpinus

## Habitat et distribution
Il s'agit un champignon ectomycorhizien, poussant surtout sous les chênes, mais aussi sous les hêtres et les pins.

## Statut de conservation

### Régional
- Auvergne-Rhône-Alpes : classement de cette espèce en catégorie NT (Quasi menacée) au niveau régional[4].

## Comestibilité
Comme tous les Xerocomus au sens large, le Bolet cisalpin est une espèce d'intérêt culinaire donné comme moyen de par son faible goût et sa petite taille. Elle est comestible après cuisson, de préférence en retirant le pied et en privilégiant les jeunes spécimens et les spécimens fermes dont les tubes ne sont pas très développés. Il ne fait était d'une consommation traditionnelle ou occasionnelle notable, de sorte qu'il peut être considéré comme sans intérêt alimentaire .

## Confusions possibles
- Le Bolet à chair jaune (Xerocomellus chrysenteron), avec son chapeau également craquelé, mais la chair de X. cisalpinus bleuit intensément dans le pied. En outre, il pousse surtout sous les feuillus, alors que le Bolet à chair jaune affectionne principalement les conifères[2]. Comestible.
- Le Bolet pruineux (Xerocomellus pruinatus), qui bleuit moins intensément et un peu plus lentement. Comestible.